# Amore e sesso nell'antica Roma
Amore e sesso nell'antica Roma è un saggio scritto nel 2012 da Alberto Angela. Il libro, terzo capitolo della serie su Roma antica costituita inoltre da Una giornata nell'antica Roma e Impero. Viaggio nell'Impero di Roma seguendo una moneta, non è propriamente la prosecuzione del secondo, ma piuttosto si colloca parallelamente ai due saggi precedenti (in particolare al primo, di cui si ripercorrono alcuni fatti dal punto di vista del nuovo libro), esplorando l'amore e la sessualità dei Romani al tempo della Roma imperiale.